# Mycetophila russata
Mycetophila russata är en tvåvingeart som beskrevs av Dziedzicki 1884. Mycetophila russata ingår i släktet Mycetophila och familjen svampmyggor. Inga underarter finns listade i Catalogue of Life.